# Renier Point
Il Renier Point  è una stretta punta, alta 208 m, che forma l'estremità orientale sia della Penisola Burgas che dell'Isola Livingston, nelle Isole Shetland Meridionali, in Antartide.
Assieme all'Ephraim Bluff e all'Isola Greenwich che sta di fronte, determina l'entrata sudorientale allo Stretto McFarlane.
La denominazione era nota ai cacciatori di foche già dal 1821, anche l'origine del nome non è nota. La denominazione di 'Pin Point' (punta spillo in lingua inglese) proposta nel 1935 dai membri della nave Discovery II partecipanti alle Discovery Investigations, è stata respinta in favore della denominazione originale.

## Mappe
- Chart of South Shetland including Coronation Island, &c. from the exploration of the sloop Dove in the years 1821 and 1822 by George Powell Commander of the same. Scale ca. 1:200000. London: Laurie, 1822.
- South Shetland Islands. Scale 1:200000 topographic map. DOS 610 Sheet W 62 58. Tolworth, UK, 1968.
- Islas Livingston y Decepción.  Mapa topográfico a escala 1:100000.  Madrid: Servicio Geográfico del Ejército, 1991.
- L.L. Ivanov et al. Antarctica: Livingston Island and Greenwich Island, South Shetland Islands. Scale 1:100000 topographic map. Sofia: Antarctic Place-names Commission of Bulgaria, 2005.
- L.L. Ivanov. Antarctica: Livingston Island and Greenwich, Robert, Snow and Smith Islands. Scale 1:120000 topographic map.  Troyan: Manfred Wörner Foundation, 2009.  ISBN 978-954-92032-6-4
- Antarctic Digital Database (ADD). Scale 1:250000 topographic map of Antarctica. Scientific Committee on Antarctic Research (SCAR). Since 1993, regularly updated.
- L.L. Ivanov. Antarctica: Livingston Island and Smith Island. Scale 1:100000 topographic map. Manfred Wörner Foundation, 2017. ISBN 978-619-90008-3-0